# Élisa Koch
Élisa Koch ou Elisa Kock, née Jenny Pierrette Elisa Koch à Livourne le 17 septembre 1833 et morte à Barbizon le 7 novembre 1914, est une peintre et pastelliste italienne.

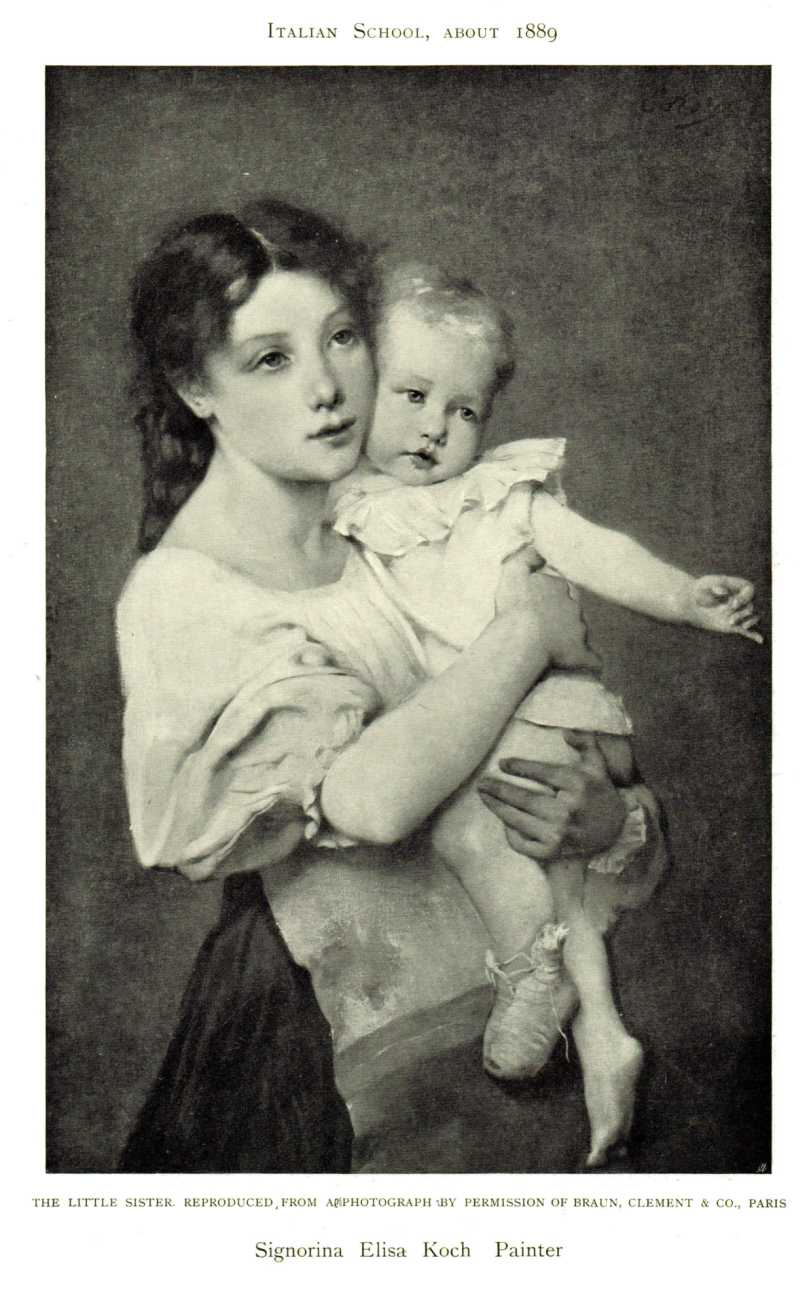
La petite sœur.

## Biographie
Née à Livourne,  elle est élève de Louis Janmot et de Charles Comte. Elle expose à Lyon de 1854 à 1855 et à Paris à partir de 1863, exposant notamment Dangereuse rencontre au Salon de Paris en 1868, Vous n'aurez rien de tout ça au Salon de Paris de 1874, Malheur au Salon de Paris de 1881, et Portrait de mademoiselle Juliette Dodu. Son œuvre, La petite sœur est incluse dans le livre Women Painters of the World.